# Яж

Другой вариант реконструкции яжа

Яж (также иногда ял; там. யாழ்) — тамильский струнный щипковый музыкальный инструмент, угловая арфа, либо лютня.

## История
По данным Ананды Кумарасвами, яж просуществовал в Индии лишь до конца правления Гуптов (VI век), однако имеются упоминания яжа, датированные VII веком, а также описание инструмента в трактате XII века. В целом тамильская литература содержит неоднократные упоминания яжа, в том числе он описан в поэзии сангам, в том числе в двух великих эпосах.
В одном из них, Шилаппадикараме, о яже говорится, что это инструмент с деревянным резонатором, изогнутой рамой, покрытой кожей, к которой прикрепляются жильные струны. Там имеются инструкции по настройке, а также сведения о том, что у этого инструмента была подвижная кобылка и кожаные лады, что позволяет предположить, что яж — не арфа, а лютня. В Шилаппадикараме упоминаются яжи с 7 («сенготти»), 14 («сагода»), 19 («макара») и 21 («перияж») струнами, которые настраивались по-разному. 14-струнный яж предлагается настраивать диатонически, от до большой октавы до си малой. Его покрывали яркой тканью.
Ранние произведения, такие как Тируккурал, описывают яж как светский инструмент, на котором играют барды, профессиональные музыканты-женщины и их гости и любовники, а поздние помещают его в религиозный контекст. Яж часто аккомпанировал песням, как сольно, так и в составе ансамблей, в которые входили также флейты-кужал и лютни. Самое позднее упоминание исполнения на яже находится в тексте IX века, написанном святым по имени Маниккивашакар. В этот период яж уже вытеснен цитрами типа (древней) вины.
Вместе с этим сохранилось всего два изображения арфистов, оба в округе Пудуккоттай, в местечках Малайядипатти и Тирумайям. Изображения очень похожи, они оба изображают арфистов-садху с длинными дредлоками, сидящих в группе божеств, которые обступили Брахму. По всей видимости, многие арфисты использовали плектр-палочку, которой проводили по открытым струнам, а второй рукой заглушали те струны, которые не должны были звучать.
Яжу посвящена книга Яж нул, написанная философом Свами Випуланандой в 1947 году. 

### Современность
В XXI веке предпринимаются попытки реконструировать яж, в частности, мастер Тхарун Секар производит современные яжи с 2019 года.

### Сноски
1. 1 2 3  Nixon, 2016, p. 6.
2. 1 2 3 4 5  Dick, 2016.
3. 1 2  Rowell, 2000, p. 140.
4. ↑  Rowell, 2000, p. 141.
5. ↑  Nixon, 2016, p. 13.
6. ↑  Nixon, 2016, p. 12.
7. ↑  Nixon, 2016, p. 7.
8. ↑  Nixon, 2016, p. 8.
9. ↑  Janani Rajeswari. S. Yazh: rebirth with a twist - The Verandah Club (англ.). theverandahclub.com. Дата обращения: 8 ноября 2022. Архивировано 6 октября 2022 года.

### Комментарии
1. ↑  Кобылки (также подставки, рогульки, порожки) — подставки под струны
2. ↑  Māṇikkyvācakar
3. ↑  Современная вина — лютня, но древняя вина была цитрой
4. ↑  Malaiyadipatti
5. ↑  Tirumaiyam